# Chastel (Haute-Loire)
Chastel település Franciaországban, Haute-Loire megyében. Lakosainak száma 116 fő (2022. január 1.). Chastel Chazelles, Clavières, Rageade, Soulages, Védrines-Saint-Loup, Cronce és Pinols községekkel határos.

## Népesség
A település népességének változása:
| Lakosok száma | 347  | 274  | 216  | 133  | 136  | 132  | 129  | 123  | 120  | 116  |
|               | 1968 | 1982 | 1990 | 2006 | 2013 | 2015 | 2017 | 2019 | 2020 | 2022 |